# Wiktor Unrug (1886–1973)
Wiktor Zygmunt Unrug (ur. 30 października 1886 w Dreźnie, zm. 1973) – podpułkownik piechoty Wojska Polskiego.

## Życiorys
Był synem tytularnego generała brygady Antoniego Unruga i Amelii von Hachez, oraz bratem Franciszka. W 1920 roku pełnił służbę w Dowództwie Okręgu Generalnego „Poznań” w Poznaniu. 30 września tego roku został zatwierdzony w stopniu podpułkownika ze starszeństwem z dniem 1 kwietnia 1920 roku. Za udział w wojnie z bolszewikami został dwukrotnie odznaczony Krzyżem Walecznych. 
We wrześniu 1921 roku został wyznaczony na stanowisko dowódcy 57 pułku piechoty wielkopolskiej w Poznaniu. 3 maja 1922 roku został zweryfikowany w stopniu podpułkownika ze starszeństwem z dniem 1 czerwca 1919 roku i 170. lokatą w korpusie oficerów piechoty. W styczniu 1930 roku został przeniesiony do Dowództwa Okręgu Korpusu Nr III w Grodnie na stanowisko inspektora poborowego. Z dniem 31 sierpnia 1931 roku został przeniesiony w stan spoczynku. 
W 1934 roku pozostawał w ewidencji Powiatowej Komendy Uzupełnień Poznań Miasto. Posiadał przydział do Oficerskiej Kadry Okręgowej Nr V. Był wówczas „przewidziany do użycia w czasie wojny”.
Ożenił się z Marią Elizabeth von Kageneck (ur. 1890). Mieli córkę Marię Modestę hr. Schulenburg (ur. 1920) i syna Piotra Wiktora Unruga (ur. 1918), który walczył jako podchorąży rezerwy 15 Pułku Ułanów Poznańskich w wojnie obronnej 1939, podczas której stracił nogę w bitwie pod Walewicami 9/10 września, w 1945 roku wstąpił do Polskich Kompanii Wartowniczych, a później brał udział w życiu polskiej emigracji w Wielkiej Brytanii oraz pracował dla BBC.

## Ordery i odznaczenia
- Krzyż Walecznych (dwukrotnie)
- Złoty Krzyż Zasługi (2 sierpnia 1928)[7]